# Ackerly (Texas)
Pour les articles homonymes, voir Ackerly.
Ackerly est une localité des comtés de Dawson et de Martin au Texas, aux États-Unis. Elle comptait 220 habitants en 2010.

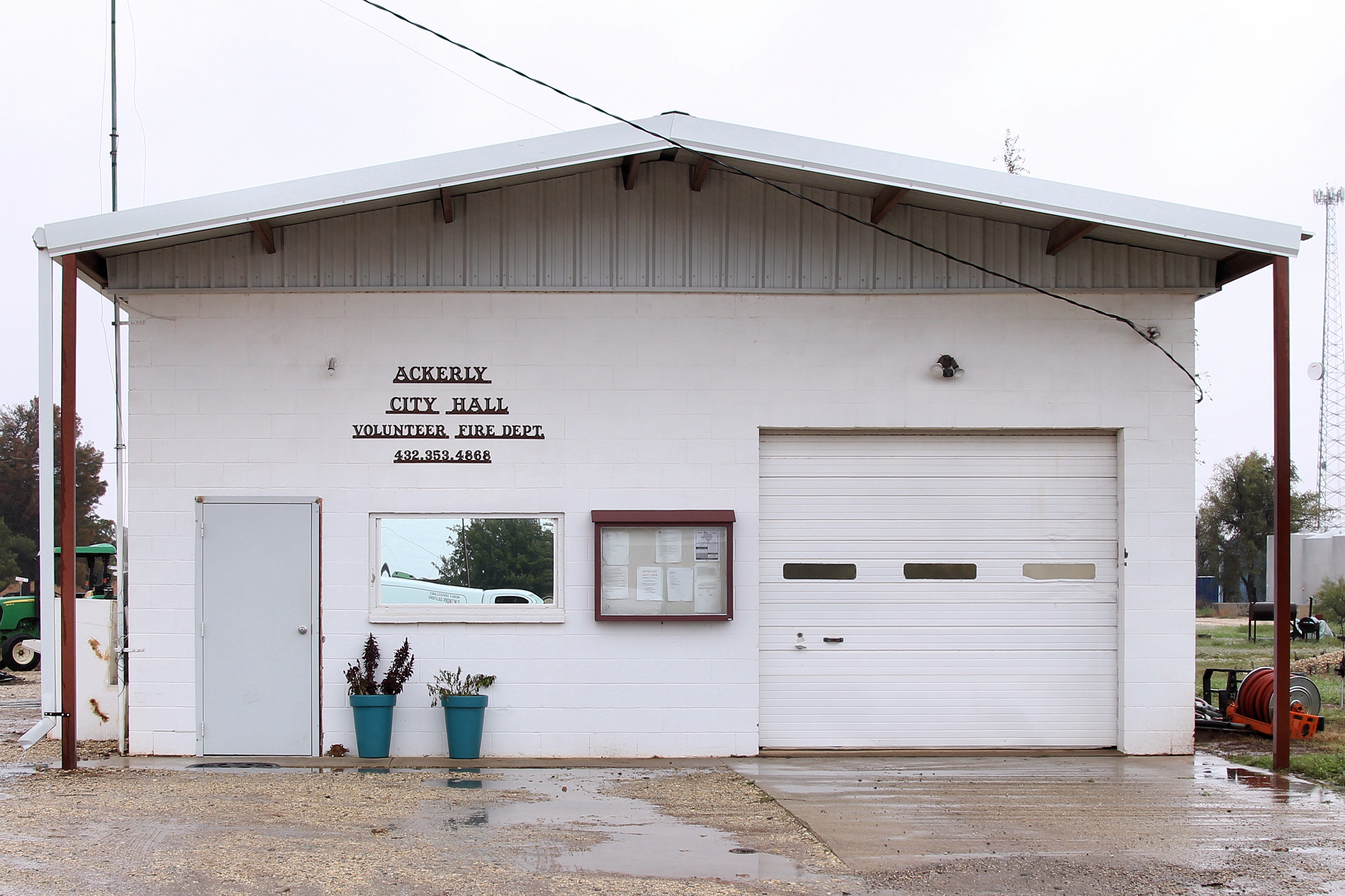
La mairie d'Ackerly